# 고양 경주김씨의정공파 영사정
고양 경주김씨의정공파 영사정(高陽 慶州金氏議政公派 永思亭)은 대한민국 경기도 고양시 덕양구 대자동에 있는 조선시대의 건축물이다. 2010년 3월 24일 경기도의 문화재자료 제157호로 지정되었다.

## 개요
유래가 명확한 재사건축이면서 조선후기의 살림집의 구조도 보여 주는 매우 중요한 자료이다.

## 참고 자료
- 고양 경주김씨의정공파 영사정 - 국가유산청 국가유산포털